# Retour de pertinence
Le retour de pertinence est un domaine particulier de la recherche d'information qui a pour but de prendre en compte le point de vue des utilisateurs sur les documents présentés.

Dans les années 1970, on trouve aussi les travaux de Rocchio sur le retour explicite de pertinence. L'idée essentielle était alors qu'il était possible d'affiner la requête initiale des utilisateurs au fur et à mesure que ceux-ci fournissaient des jugements de pertinence sur des documents consultés. Le système classique de recherche d'information était donc doté d'une boucle de retour qui permettait au système de reformuler la requête posée et donc d'avancer dans la recherche.  